# Сан-Жозе (район Ресіфі)
Сан-Жозе (порт. São José) — район міста Ресіфі, штат Пернамбуку, Бразилія, розташований на острові Антоніу-Ваз; частина історичного центру міста.